# Un homme qui me plaît
Pour plus de détails, voir Fiche technique et Distribution.
Un homme qui me plaît est un film français réalisé par Claude Lelouch et sorti en 1969.

## Synopsis
Le hasard encourage la rencontre aux États-Unis d'une actrice et d'un compositeur, tous deux français. Laissant son mari et sa fille à Paris, Françoise, actrice de cinéma renommée, s'envole pour les États-Unis, où l'attend un tournage. Compositeur, Henri, marié à une Italienne, est venu seul à New York pour enregistrer la musique du film. Les aléas du tournage les conduisent bientôt tous deux à Los Angeles. Là, ils font connaissance, prennent un verre ensemble et deviennent amants. Le lendemain, Henri décide de retarder son retour de vingt-quatre heures pour emmener Françoise à Las Vegas. Une nouvelle nuit d'amour plus tard, ils louent une voiture et entament un périple à travers les États-Unis avec l'intention de rejoindre New York.

## Fiche technique
- Titre : Un homme qui me plaît
- Réalisation : Claude Lelouch
- Scénario : Claude Pinoteau et Pierre Uytterhoeven
- Photographie : Jean Collomb
- Direction artistique : Tom Doherty
- Costumes : Pierre Balmain
- Casting : Arlette Gordon
- Montage : Claude Barrois et Jack Harris
- Maquillage : Brian Perrow
- Assistant réalisateur : Renzo Cerrato
- Son : Alex Pront
- Musique : Francis Lai (dont la chanson-titre par Martine Baujoud)
- Production : Alexandre Mnouchkine et Georges Dancigers
- Directeur de production : Maurice Vaccarino
- Sociétés de production : Les Films 13, Les Films Ariane, Les Productions Artistes Associés, Produzioni Associate Delphos
- Pays de production : France, Italie
- Langues : français, anglais
- Genre : Drame
- Format : couleur (Eastmancolor) — 35 mm — 1,66:1 — son monophonique
- Durée : 107 minutes
- Dates de sortie :
  - France : 3 décembre 1969
  - États-Unis : 16 mars 1970 à New York

## Distribution
- Jean-Paul Belmondo : Henri
- Annie Girardot : Françoise
- Maria Pia Conte : la femme d'Henri
- Marcel Bozzuffi : le mari de Françoise
- Farrah Fawcett : Patricia
- Peter Bergman (en) : le metteur en scène
- Kaz Garas : Paul
- Bill Quinn : le passager
- Arturo Dominici : le douanier
- Timothy Blake (en) : The Dominos
- Jerry Cipperly : le serveur fasciné par les billets français
- Foster Hood : l'Indien
- Sweet Emma : elle-même
- Richard Basehart : lui-même, la vedette
- Simone Renant : elle-même, l'amie de Françoise
- Jean Collomb : le réceptionniste de l'hôtel (non crédité)

## Sortie vidéo
Le label Play Time a sorti un coffret Francis Lai Anthology en avril 2016 contenant la musique originale et restaurée du film.